# Rebecca Codd
Rebecca Codd (25 april 1981) is een Ierse golfprofessional. Ze speelt op de Australische en Europese Tour (LET).

## Amateur

### Gewonnen
- 1998: South Australian Junior Amateur Championship
- 1999: Finalist in het Australian Junior Amateur Championship
- 2000: South Australian Ladies Amateur Championship
- 2001: Irish Strokeplay Championship, South Australian Ladies Amateur Championship

### Teams
- Junior Tasman Cup: 1999 (winnaars), 2001 (winnaars)
- Burtta Cheney Cup: 1999
- South Australian State Team : 1999
- Gladys Hay Memorial Cup: 1999, 2001, 2002

## Professional
Rebecca werd in 2002 professional. De eerste jaren speelde zij in Australië maar sinds 2005 speelt zij ook op de Europese Tour. Daar heeft zij steeds in de top-70 gestaan en dus haar speelrecht behouden. Haar eerste seizoen eindigde ze zelfs als nummer 23 van de Order of Merit. Ze heeft 13 top-10 plaatsen gehaald.
Haar echtgenote Shane Codd is ook golfprofessional. In 2010 was hij tourcaddie en werkte hij voor Becky Brewerton, maar tussendoor werkte hij voor Laura Davies toen zij het Women's Indian Open won. Hij is ook voorzitter van de Caddie's Association. Op 10 januari 2011 trouwden Shane en Rebecca, ze wonen in Carlow, Ierland.

### Gewonnen
- 2003: Rookie of the Year